# Pedana
Pedana é uma cidade e um município no distrito de Krishna, no estado indiano de Andhra Pradesh.

## Geografia
Pedana está localizada a 16° 16′ N, 81° 10′ L. Tem uma altitude média de 1 metros (3 pés).

## Demografia
Segundo o censo de 2001, Pedana tinha uma população de 29 535 habitantes. Os indivíduos do sexo masculino constituem 50% da população e os do sexo feminino 50%. Pedana tem uma taxa de literacia de 60%, superior à média nacional de 59,5%: a literacia no sexo masculino é de 66% e no sexo feminino é de 54%. Em Pedana, 12% da população está abaixo dos 6 anos de idade.